# Henrica Iliohan

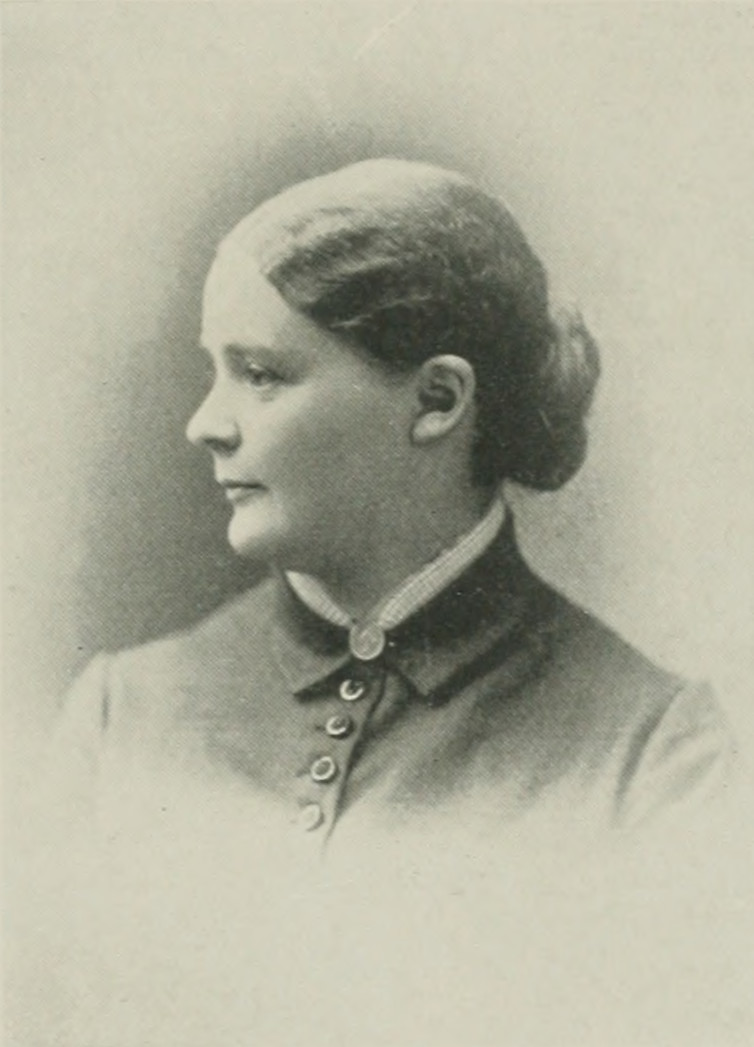
Henrica Iliohan

Henrica Iliohan (* 3. Mai 1850 in Vorden; † 1. Juli 1921 in Oakland) war eine niederländisch-amerikanische Frauenrechtlerin und Übersetzerin.

## Leben
Henrica Iliohan wurde am 3. Mai 1850 in Vorden Provinz Gelderland als Henrica Weenik geboren. Ihr Vater war ein erfolgreicher Architekt und Bauunternehmer. In der Werkstatt ihres Vaters zeigte sie früh Interesse und Begabung für das Zimmermannshandwerk. Als sie acht Jahre alt war, konnte sie genauso gut ein Brett hobeln wie ein älterer Bruder. Die Arbeiter schickten sie oft weinend nach Hause und sagten, sie sei ein Mädchen und könne daher nie Tischlerin werden. Ihrer Erinnerung nach war sie zu der Zeit noch so jung, dass der Unterschied zwischen Jungen und Mädchen nur in der Kleidung lag und sie ihre Mutter bat, ihr die Kleidung ihres Bruders anzuziehen, damit sie Tischler werden könne. Diese Benachteiligung aufgrund ihres Geschlechtes wurde für Henrica Iliohan zu einem wichtigen Aspekt in ihrem Leben. Als sie achtzehn Jahre alt war, starb ihre Mutter und 1870 segelte ihr Vater mit den drei Kindern der Familie nach Amerika. Sie kamen im Mai 1870 in Albany an.
Iliohan lernte die englische Sprache bei einer freundlichen und geduldigen Frau und als sie versuchte englische Texte zu lesen, las sie direkt einen über das Frauenwahlrecht im Albany Journal aus dem Jahr 1871, in dem Lillie Devereaux Blake, die Versammlung die Frage stellte: „Wen halten Sie, Herren dieser Versammlung, für kompetenter, um einen Stimmzettel auszufüllen, die Mutter, die von der Herdstätte kommt, oder den Vater, der aus der Eckkneipe kommt?“ Dies war für Henrica Iliohan eine Offenbarung und sie erkundigte sich, warum Frauen nicht wählen durften. Das Thema weckte ihr Interesse und sie las alles, was sie zu diesem Thema finden konnte. Als 1877 in Albany die erste Women Suffrage Society gegründet wurde, gehörte sie zu den Mitgliedern. In Erinnerung an die mutigen Taten von Frauen in der niederländischen Geschichte begann sie, sich zu diesem Thema öffentlich zu äußern.
Ihr erster Auftritt als Vortragsrednerin war ein großer Erfolg. Ermutigt durch ihre Mitstreiter, sammelte sie weitere Erfahrungen und wurde eine der anerkannten Führungspersönlichkeiten der Gesellschaft. Zu den jährlichen Kongressen in New York City wurde sie viermal als Delegierte der Gesellschaft gewählt. Auch war sie als Übersetzerin tätig. So übersetzte sie The Religion of Common Sense von Leberecht Uhlich. Mit ihrer Familie zog sie 1887 nach Humphrey, Nebraska. Wo sie danach lebte und auch mit identifiziert wurde. Sie gehörte zu den Reformerinnen in diesem Staat und so wie sie es zuvor im Osten getan hatte, machte sie sich auch bei den Politikern und der Öffentlichkeit in Nebraska beliebt.
Henrica Iliohan starb am 1. Juli 1921 in Oakland, Kalifornien.